# 国民再生運動
国民再生運動 または国家再生運動（スペイン語: Movimiento Regeneración Nacional、 MORENA）は、 メキシコの左翼政党である。2014年に政党として正式に登録。2006年、2012年の大統領候補で、2018年から2024年まで大統領を務めたアンドレス・マヌエル・ロペス・オブラドールが主導している。ロペス・オブラドールは2018年の大統領選挙で勝利し、同年12月1日就任した。